# Françoise Barré-Sinoussi
Françoise Barré-Sinoussi (París, 30 de julio de 1947) es una bioquímica francesa y líder de la lucha contra el VIH/sida en Francia. Fue presidenta de la Sociedad Internacional de SIDA de 2012 a 2014.
Fue galardonada con el Premio Nobel de Medicina 2008 por el descubrimiento del VIH, junto con su colega Luc Montagnier, premio que también ese año recibió el alemán Harald zur Hausen por el descubrimiento del virus del papiloma humano (VPH) como causa de cáncer de cuello de útero.
Sus muchas contribuciones recientes de investigación son los estudios de varios aspectos de la respuesta inmune adaptativa a la infección viral, el papel de las defensas inmunitarias innatas del huésped en el control del VIH / SIDA, factores que intervienen en la transmisión de madre a hijo del VIH, y las características que permiten que algunas  personas con VIH, conocidos como supresores de élite o controladores, puedan limitar la replicación del VIH sin medicamentos antirretrovirales.

## Carrera académica

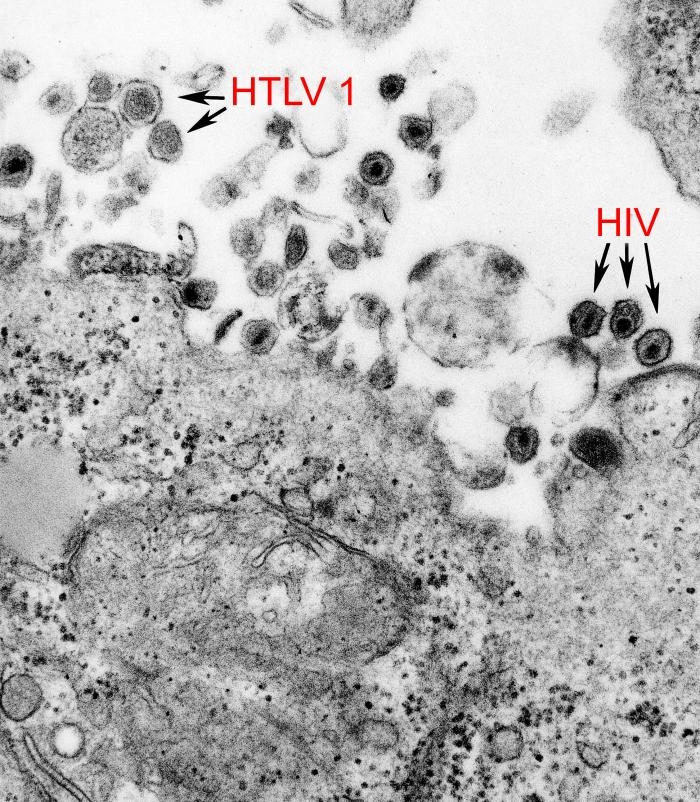
El virus humano T-lymphotropic tipo 1 (HTLV-1), y el virus de la inmunodeficiencia humana (VIH).

Barré-Sinoussi se unió al Instituto Pasteur en París a inicios de los años 1970. Completó su doctorado en 1975 y realizó una estancia en los Institutos Nacionales de Salud de EE. UU. antes de volver al Instituto Pasteur. Las investigaciones de Barré-Sinoussi rápidamente se centraron en un grupo particular de virus, los retrovirus. Sus crecientes conocimientos en este campo le llevaron a descubrir el VIH en 1983  por el que recibió el Premio Nobel de Medicina junto a Luc Montaigner. Este descubrimiento reveló una urgente necesidad de desarrollar test de diagnóstico para ayudar a controlar la dispersión de la enfermedad. Barré-Sinoussi estrenó su propio laboratorio en el Instituto Pasteur en 1988.
Entre las muchas contribuciones a la investigación de la doctora Barré-Sinoussi se cuentan estudios de varios aspectos de la respuesta inmune adaptativa frente a infecciones víricas, el papel de las defensas inmunitarias innatas del huésped en el control del VIH / SIDA, los factores que intervienen en la transmisión de madre a hijo del VIH, y características que permiten a un pequeño porcentaje de individuos seropositivos, conocidos como supresores de élite o controladores, limitar la replicación del VIH sin necesidad de medicamentos antirretrovirales. Es coautora de más de 240 publicaciones científicas, ha participado en más de 250 conferencias internacionales y ha formado a muchos investigadores.
Barré-Sinoussi ha participado activamente en varias sociedades y comités científicos desde el Instituto Pasteur y otras organizaciones de lucha contra el SIDA, como la Agencia Nacional para la Investigación del SIDA en Francia. También ha estado implicada a nivel internacional, principalmente como consultora de la Organización Mundial de la Salud y el Programa Conjunto de las Naciones Unidas sobre el VIH/sida.
Desde la década de los 1980, Barré-Sinoussi ha iniciado colaboraciones con países en desarrollo en los que ella ha dirigido redes multidisciplinares. Trabaja de forma constante para establecer contactos permanentes entre la investigación básica y clínica con el objetivo de alcanzar avances concretos en las áreas de la prevención, cuidados clínicos y tratamiento de la enfermedad.
En 2009, escribió una carta abierta al papa Benedicto XVI protestando por sus declaraciones en las que afirmó que el uso del condón no era efectivo en la crisis del sida.

## Premios
Barré-Sinoussi compartió en 2008 el Premio Nobel de Medicina o Fisiología con Luc Montagnier por el descubrimiento del VIH, y con Harald zur Hausen, quien descubrió la causa viral del cáncer cervical que permitió el desarrollo de la vacuna del VPH.
Además del Premio Nobel, Barré-Sinoussi ha recibido los siguientes premios:
- Premio Sovac.
- Premio Körber de las Ciencias Europeas (Premio de la Fundación Körber por la Promoción de la ciencia en Europa).
- Premio de la Academia Francesa de las Ciencias (Académie des sciences) .
- Premio Internacional King Faisal.
- Premio de la Sociedad Internacional de SIDA.[18]

Barré-Sinoussi fue nombrada Oficial de la Orden Nacional de la Legión de Honor (Ordre national de la Légion d’honneur) en 2006 y fue ascendida a Comandante en 2009. Fue de nuevo ascendida a Gran Oficial en 2013 y a Gran Cruz en 2017.
Recibió el doctorado Honoris-Causa en Ciencias por la Universidad de Tulane en mayo de 2009, y en Medicina por la Universidad de Nueva Gales del Sur en julio de 2014.
Doctora honoris causa por l'École polytechnique fédérale de Lausanne (EPFL) en 2014